# Seyedamir Seyd
Seyedamir Seyd (persisch سیدامیر سید; * 24. März 1997) ist ein iranischer Grasskiläufer. Er startete 2012 erstmals im Weltcup.

## Karriere
Seyd nahm im Juli und August 2012 im iranischen Skiort Dizin erstmals an FIS- und Weltcuprennen teil. Während er bei den schwächer besetzten FIS-Rennen zweimal unter die schnellsten zehn fuhr, belegte er in den beiden Weltcup-Super-G die Plätze 21 und 23. Im Weltcup-Riesenslalom wurde er disqualifiziert. Im Gesamtweltcup der Saison 2012 kam Seyd auf Rang 39.

## Erfolge

### Weltcupplatzierungen
- 2012: Super-G: Plätze 21 und 23